# Jansky (unidad)
La unidad de flujo o Jansky (símbolo Jy) es una unidad, no perteneciente al Sistema Internacional de Unidades, de densidad de flujo espectral, que equivale a 10−26 vatios por metro cuadrado y por hertz. La densidad de flujo o flujo monocromático, {\displaystyle S}, de una fuente es la integral de la radiancia espectral , {\displaystyle B}, sobre el ángulo sólido fuente:

{\displaystyle S=\iint _{\mathrm {fuente} }B(\theta ,\phi )\mathrm {d} \Omega }

La unidad lleva el nombre del radio astrónomo pionero estadounidense Karl Guthe Jansky, y se define como:

{\displaystyle 1\ \mathrm {Jy} =10^{-26}{\frac {\mathrm {W} }{\mathrm {m^{2}} \cdot \mathrm {Hz} }}} (SI) {\displaystyle =10^{-23}{\frac {\mathrm {erg} }{\mathrm {s} \cdot \mathrm {cm^{2}} \cdot \mathrm {Hz} }}} (cgs)

La densidad de flujo en Jy se puede convertir a una base magnitud, para supuestos adecuados acerca del espectro. Por ejemplo, la conversión de una magnitud AB a una densidad de flujo en microjanskys es directa:

{\displaystyle S_{v}\ [\mathrm {\mu Jy} ]=10^{6}\cdot 10^{23}\cdot 10^{-(\mathrm {AB} +48.6)/2.5}=10^{(23.9-\mathrm {AB} )/2.5}}

Dado que el jansky se obtiene integrando el ángulo sólido fuente total, se utiliza más para describir las fuentes puntuales; por ejemplo, el Tercer Catálogo Cambridge de radiofuentes (3C) informa de los resultados en Jy. Para fuentes extendidas, el brillo superficial se describe a menudo en unidades de Jy por ángulo sólido: por ejemplo, los mapas Far Infra-Rojo (FIR) del satélite IRAS están en MJY/sr. Aunque las fuentes extendidas en todas longitudes de onda se pueden presentar en estas unidades, en los mapas de radiofrecuencias, tradicionalmente las fuentes extendidas se han descrito en términos de temperatura de brillo, por ejemplo el Haslam et al. de 408 MHz de todo el cielo continuo se expresa en términos de una temperatura de brillo en K.

## Conversiones de unidades
Las unidades Jansky no son un estándar de unidades SI, así que debe ser necesario convertir las medidas hechas en la unidad a la equivalente SI en términos de vatios por metro cuadrado por hertz (W·m−2·Hz−1). Sin embargo, otras conversiones de unidad son posibles con respecto a medir esta unidad.

### Magnitud AB
La densidad de flujo en Janskys puede ser convertida a una base de magnitud, para asunciones adaptadas acerca del espectro. Por ejemplo, convirtiendo una magnitud AB a una densidad de flujo en microjanskys es directo.
{\displaystyle S_{v}~[\mu {\text{Jy}}]=10^{6}\cdot 10^{26}\cdot 10^{-{\tfrac {{\text{AB}}+48.6}{2.5}}}=10^{\tfrac {23.9-{\text{AB}}}{2.5}}.}

### dBW·m−2·Hz−1
La densidad de flujo lineal en janskys puede ser convertida a una base de decibelios, adaptable para uso en campos de ingeniería de telecomunicación y radio.
1 jansky es igual a −260 dBW·m−2·Hz−1, o −230 dBm·m−2·Hz−1:
{\displaystyle P_{{\text{dBW}}\cdot {\text{m}}^{-2}\cdot {\text{Hz}}^{-1}}=10\log _{10}\left(P_{\text{Jy}}\right)-260,}
{\displaystyle P_{{\text{dBm}}\cdot {\text{m}}^{-2}\cdot {\text{Hz}}^{-1}}=10\log _{10}\left(P_{\text{Jy}}\right)-230.}

### Unidades de temperatura
La radiancia espectral en janskys por estereorradián puede ser convertida a una temperatura de brillantez, útil en astronomía de radio y microondas.
Comenzando con la Ley de Planck, vemos
{\displaystyle B_{\nu }={\frac {2h\nu ^{3}}{c^{2}}}{\frac {1}{e^{h\nu /kT}-1}}.}
Esto puede ser resuelto para temperatura, dando
{\displaystyle T={\frac {h\nu }{k\ln \left(1+{\frac {2h\nu ^{3}}{B_{\nu }c^{2}}}\right)}}.}
En el régimen de baja frecuencia, alta temperatura, cuando {\displaystyle h\nu \ll kT}, podemos utilizar la expresión asintótica:
{\displaystyle T\sim {\frac {h\nu }{k}}\left({\frac {B_{\nu }c^{2}}{2h\nu ^{3}}}+{\frac {1}{2}}\right)}
Una forma menos precisa es
{\displaystyle T_{b}={\frac {B_{\nu }c^{2}}{2k\nu ^{2}}}}
la cual puede ser derivada de la Ley de Rayleigh-Jeans
{\displaystyle B_{\nu }={\frac {2\nu ^{2}kT}{c^{2}}}.}

## Uso
El flujo que mide el jansky puede estar en cualquier forma de energía. Fue creado para, y todavía se usa más frecuentemente, en referencia a la energía electromagnética, especialmente en el contexto de la radioastronomía. Las radiofuentes más brillantes tienen densidades de flujo del orden de uno hasta cien janskys. Por ejemplo, el 3C enumera entre 300 y 400 fuentes de radio en el hemisferio norte que tienen un brillo de 9 Jy a 159 MHz. Esto hace que el rango de los jansky sea una unidad adecuada en radioastronomía.
Las ondas gravitacionales también transportan energía, por lo que su densidad de flujo también se puede expresar en janskys. Aunque las ondas gravitacionales nunca se han observado directamente, las señales típicas sobre la Tierra se espera que sean del orden de los {\displaystyle 10^{20}}Jy o mayores. Sin embargo, debido al pobre acoplamiento de las ondas gravitacionales con la materia, tales señales son difíciles de detectar.
Es importante entender el significado de la componente por hertz de la unidad jansky. Al medir las emisiones de banda ancha continua, donde la energía está más o menos uniformemente distribuida a través del detector de ancho de banda, la señal detectada se incrementará en proporción a la anchura de banda del detector (en oposición a señales con ancho de banda más estrecho que el paso de banda del detector). Para calcular la densidad de flujo en janskys, la potencia total detectada (en vatios) se divide por el área de recogida de receptor (en metros cuadrados), y luego se divide por el ancho de banda del detector (en hercios). La densidad de flujo de las fuentes astronómicas está muchos órdenes de magnitud por debajo de 1 W/(m²·Hz), por lo que el resultado se multiplica por 1026 para obtener una unidad más apropiada para los fenómenos astrofísicos naturales.
El milliJansky, mJy, se llama a veces como una unidad de mili flujo (m.f.u.) en la literatura astronómica.

## Órdenes de magnitud
| Valor (Jy)  | Fuente |
| ----------- | --- |
| 110 000 000 | Interferencia de radio frecuencia desde un teléfono GSM transmitiendo 0.5 W a 1.8 GHz a una distancia de 1 km (RSSI de −70 dBm) |
| 20 000 000  | Sol perturbado a 20 MHz (descubrimiento inicial de Karl Guthe Jansky, publicado en 1933)                                        |
| 4 000 000   | Sol a 10 GHz |
| 1 600 000   | Sol a 1.4 GHz |
| 1 000 000   | Vía Láctea a 20 MHz |
| 10 000      | 1 unidad de flujo solar |
| 2 000       | Vía Láctea a 10 GHz |
| 1 000       | Sol quieto a 20 MHz |

Nota: A menos que se indique, todos los valores son como vistos desde la superficie de La Tierra.